# Edward Augustus Holyoke

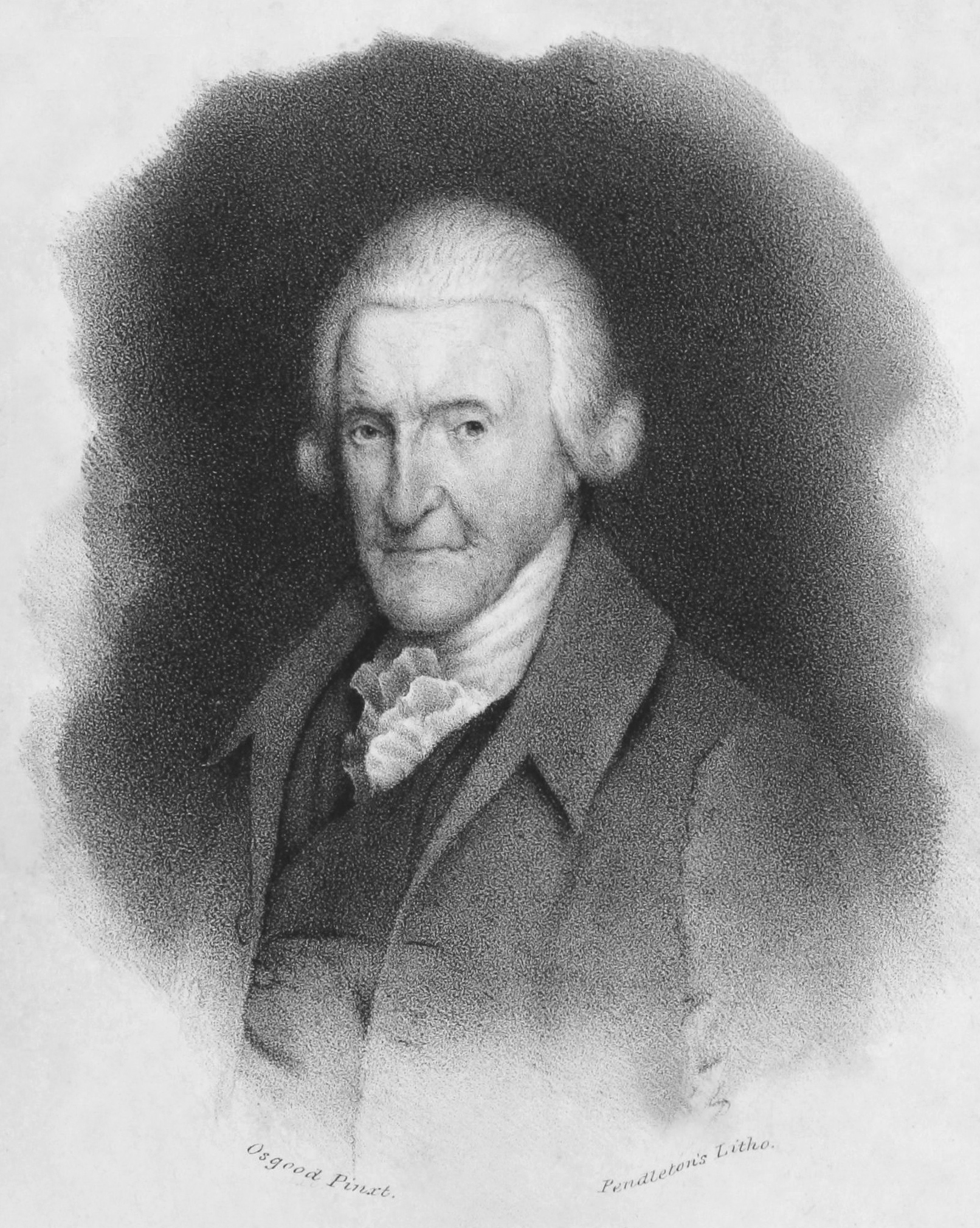
Edward Augustus Holyoke

Edward Augustus Holyoke (Marblehead, 1 de agosto de 1728 – Salem, Massachusetts, 31 de março de 1829) foi um médico estadunidense. Foi um dos 62 membros fundadores da Academia de Artes e Ciências dos Estados Unidos, da qual foi presidente de 1814 a 1820.